# Stegosauri
Stegosauri (lat. Stegosauria) bili su skupina dinosaura biljoždera iz razdoblja jure i rane krede, a vežu se uglavnom za sjevernu hemisferu, pretežno današnju Sjevernu Ameriku i Kinu. Njihovo geografsko podrijetlo je nejasno; najraniji stegosauri pronađeni su u Kini, iako su u južnoj Engleskoj pronađeni fragmenti ostataka.
Stegosaurus, po kojem je ta skupina i dobila naziv, nadaleko je najpoznatiji stegosaur.

## Osobine

### Opći izgled
Stegosauri su bili srednje veliki dinosauri, s dužinom između 3 i 9 metara. Prednji udovi su bili kratki i snažni, a zadnji dugi i slični stupovima. Na kraju prstiju na svakoj nozi nalazila su se široka kopita. Kod svih stegosaura (osim primitivnog Huayangosaurusa) su zadnji udovi bili duži nego prednji, pa je tijelo izgledalo nagnuto prema naprijed i glava je bila nisko pozicionirana. Potkoljenica kod zadnjih udova bila je relativno kratka u odnosu na natkoljenicu. Po tome se može zaključiti, da su se stegosauri kretali sporo. Rep im je bio dug i držali su ga vodoravno.

### Koštane ploče
Jedna od najupadljivijih osobina stegosaura bio je dvostruki red koštanih ploča (osteoderma) duž leđa i repa. One su se razlikovale prema obliku i smatraju se najvažnijom osobinom prema kojoj se rodovi stegosaura međusobno razlikuju. Kod nekih (npr. Stegosaurus i Lexovisaurus) bile su velike, vrlo tanke i u obliku lista; kod drugih (npr. Tuojiangosaurus) su imale oblik kupe, a ponekada (npr. Kentrosaurus) i bodlje. Koštane ploče nisu bile direktno vezane za skelet, već su se nalazile u koži, pa je njihov pravi raspored nepoznat. Isprva se smatralo da su izgledale kao oklop na leđima; međutim, nova istraživanja pokazuju da su stajale uspravno. O tome da li su bile raspoređene paralelno ili ne raspravlja se isto kao i o njihovoj funkciji.
Isprva su se smatrale obrambenim oružjem, ali izgleda da su bile previše lomljive i neobično postavljene za obranu bokova životinje. Prema drugoj teoriji, ploče su mogle služiti za termoregulaciju. Tu teoriju podržava činjenica da su u pločama roda Stegosaurus pronađeni kanalići kroz koje su prolazile krvne žile. Tako su mogli koristiti ploče da se uz pomoć sunca zagriju ili ohlade. Istraživanja su pokazala da je termoregulacija bila efikasnija kod ploča koje nisu bile paralelno raspoređene. U suprotnosti s tom teorijom je činjenica da mnogi stegosauri nisu imali tanke ploče u obliku lista, već kupaste ili šiljaste, pa je termoregulacija bila nemoguća.
Prema novijim teorijama, ploče su imale vizualnu funkciju. Također je moguće da su služile za pokazivanje, uspostavljanje hijerarhije u grupi ili za svadbeni ples. Međutim, po veličini i obliku ploča ne mogu se razlikovati mužjaci i ženke, ali ostaci su previše rijetki da bi se moglo čvrsto zaključiti da li su ploče bile pokazatelj spola jedinke. Prema jednoj teoriji su ploče činile da životinja izgleda veća nego što zaista jeste što bi otjeralo grabežljivce. Opet, prema drugoj teoriji su ploče služile za identifikaciju. Međutim, moguća je i kombinacija spomenutih funkcija.

### Bodlje na repu i ramenima
Svi su stegosauri na repu imali jedan ili više pari bodlji, koje su za razliku od koštanih ploča bile srasle sa skeletom. Te bodlje su vjerojatno služile za obranu od grabežljivaca. U sjećanju na jedan animirani film Garyja Larsona se u engleskom jeziku bodlje poluhumoristično nazivaju "Thagomizer". U starijim prikazima bodlje su obično predstavljene uperene prema gore, ali prema novijim istraživanjima one su stajale vodoravno jer bi tako obrana bila efikasnija.
Građa i funkcija bodlji na ramenima nisu jasne. One se mogu naći samo kod nekih stegosaura, kao što su Huayangosaurus, Tuojiangosaurus, a posebno su velike kod Lexovisaurusa i Gigantspinosaurusa; međutim, Stegosaurus ih nije imao. Često se smatralo da su kod Kentrosaurusa bile prisutne kod zdjelice, ali to nije točno. Ne zna se da li su te bodlje služile za obranu ili u vizualne svrhe. Zbog mogućeg spolnog dimorfizma prema dužini tih bodlji kod Lexovisaurusa, druga mogućnost je vjerojatno tačna.

### Glava i zubi
Glava stegosaura je u odnosu na tijelo bila malena i zbog kratkih prednjih udova, nalazila se blizu tlu. S izuzetkom primitivnog Huayangosaurusa, lubanje su im bile tanke i duge. Huayangosaurus je u prednjoj kosti gornje čeljusti imao zube, ali oni nisu bili prisutni kod ostalih, već se tu nalazio kljun prilagođen selektivnom hranjenju.
Zubi stegosaura su bili maleni, jednostavne trougaone građe. Nedostajale su istaknute površine za žvakanje, što je onemogućavalo temeljito drobljenje hrane. Mišićno okoštanje na Processus coronoideus bilo je slabo istaknuto, što ukazuje na relativno slabu muskulaturu aparata za žvakanje. Smatra se da su stegosauri imali obraze zato što su im zubi bili uvučeni prema unutra.

### Mozak i "drugi mozak"
Moždana šupljina kod stegosaura bila je malena pa su oni zbog toga imali samo minimalne mentalne sposobnosti. Mozak ej činio samo 0,001% mase tijela, ali su ankilosauri i sauropodi u odnosu na veličinu tijela imali i manje mozgove. Odljevi moždane šupljine Stegosaurusa i Kentrosaurusa pokazuju da je mozak bio malen, izdužen, ali je mirisno proširenje bilo vrlo razvijeno. Međutim, prave dimenzije mozgova dinosaura nisu poznate zato što nije poznato da li je on ispunjavao cijelu moždanu šupljinu (što nije slučaj kod guštera i krokodila, ali jeste kod ptica). Izvlačenje zaključaka o inteligenciji tih životinja su mogući samo uslovno, prvo, zato što su zbog alometrije manje životinje obično imale veće mozgove u odnosu na veličinu tijela; i drugo, zato što su stegosauri preživjeli najmanje 70 milijuna godina, što znači da su njihove mentalne sposobnosti bile sasvim odgovrajuće njihovom načunu života.
Ubrzo nakon opisa stegosaura, pronađena je jedna velika šupljina na kičmenom kanalu u području zdjelice, u kojoj se nalazila jedna struktura s masom 20 puta većom od mase mozga. To je dovelo do poznate ideje da su stegosauri kod repa imali neku vrstu "drugog mozga", koji je služio za kontroliranje refleksa zadnje polovine tijela. Iako se danas ideja "drugog mozga" smatra netačnom, špekuliralo se da je u toj praznini moglo postojati tijelo sastavljeno od glikogena, koje se danas u istom obliku može naći i kod ptica. Glikogen je pohranjeni oblik ugljenih hidrata i služi kratkoročnoj i srednjeročnoj pohrani glukoze i njenoj dostupnosti kao izvora energije.

## Paleobiologija
Svi stegosauri imaju redove posebnih kostiju koje se nazivaju osteodermi i koje su se duž leđa i tijela razvile u ploče i bodlje. Mnogi imaju bodlje slične pločama.

### Lubanja
Imali su karakteristično duge, uske glave i kljun od keratina, koji je pokrivao prednji dio gornje i donje čeljusti. Slične strukture mogu se naći kod kornjača i ptica. Osim Huayangosaurusa, svi stegosauri su izgubili premaksilarne zube.

### Pozicija
Svi su se kretali na četiri noge. Svi stegosauri nakon Huayangosaurusa imali su prednje udove znatno kraće od zadnjih. Budući da bi zbog kratkih nogu bili spori, a zbog težine se sigurno nisu mogli kretati na dvije noge, smatra se da su se općenito kretali sporo.
Prednja stopala stegosaura često se prikazuju s raširenim prstima zakrivljenim prema dolje. Međutim, u toj poziciji većina kostiju u ruci bila bi disartikulirana. U stvarnosti su kosti ruku stegosaura bile raspoređene u vertikalne stupove, a glavni prsti formirali su strukturu sličnu cijevi. To liči na ruke sauropoda, a također je potvrđeno očuvanim otiscima stopala i fosilnim ostacima tih životinja u poziciji kao za života.

## Fosilni otisci stopala
Fosilni otisci stopala stegosaura prvi put su prepoznati 1996. iz otisaka prednjih stopala u kamenolomu Clevland-Lloyd, koji se nalaze u blizini Pricea (Utah). Dvije godine kasnije je za još jednu skupinu otisaka u blizini Nacionalnog parka Arches (Utah) uspostavljen ihnorod Stegopodus. Fosilni ostaci ukazuju na to da su stegosauri imali pet prstiju na prednjim stopalima i tri na zadnjim koji su nosili težinu tijela. Tako su svi naučnici bili u stanju da zamisle izgled otisaka stopala stegosaura još 1990. godine, šest godina prije pravog otkrića u Morrisonu. Nakon uspostavljanja novog roda otkriveno je još tragova. Međutim, ni jedni nemaju otiske prednjih stopala, a sami otisci poslije bili su rijetki.

## Klasifikacija
Grupi Stegosauria naziv je 1877. dao O.C. Marsh, iako se ona danas pretežno smatra infraredom ili podredom (ili jednostavno kladusom) unutar Thyreophora, skupine oklopljenih dinosaura. Stegosauria uključuje porodice Huayangosauridae i Stegosauridae.
Huayangosauridae su bili rana porodica stegosaura koja je živjela tijekom razdoblja rane do srednje jure. Općenito su bili manji od kasnijih stegosaura i imali kraće i više lubanje. Trenutno je jedini potvrđeni rod tipični rod Huayangosaurus iz Kine. Međutim, slabo poznati ostaci roda Regnosaurus iz Engleske ukazuju na to da bi i on mogao biti pripadnik te grupe. Njegova donja čeljust je vrlo slična onoj kod prvog roda.
Velika većina do sada otkrivenih stegosaura pripadaju porodici Stegosauridae i živjeli su u kasnom periodu jure i ranoj kredi. U tu skupinu spada i poznati Stegosaurus. Porodica je bila vrlo rasprostranjena, s predstavnicima na sjevernoj hemisferi i u Africi.

### Taksonomija
Slijedi popis rodova stegosaura prema klasifikaciji i mjestu nalaženja:
Podred Thyreophora
Infrared Stegosauria
- Gigantspinosaurus
- Porodica Huayangosauridae
  - Huayangosaurus (Sichuan, Kina)
  - ?Regnosaurus (Sussex, Ujedinjeno Kraljevstvo)
- Porodica Stegosauridae
  - Chialingosaurus (Sichuan, Kina)
  - Chungkingosaurus (Chongqing, Kina)
  - Dacentrurus (Ujedinjeno Kraljevstvo, Francuska i Španjolska)
  - Hesperosaurus (Wyoming, SAD)
  - Miragaia (Portugal)[9]
  - Monkonosaurus (Tibet, Kina)
  - Paranthodon (Južna Afrika)
  - Wuerhosaurus (Xinjiang, zapadna Kina)
  - Potporodica Stegosaurinae
    - Kentrosaurus (Tanzanija, Afrika)
    - Lexovisaurus (=Loricatosaurus)[10] (Ujedinjeno Kraljevstvo i Francuska)
    - Stegosaurus (Wyoming, SAD)
    - Tuojiangosaurus (Sichuan, Kina)

  - Nesigurno svrstavanje (incertae sedis)
    -  ?Craterosaurus (Bedfordshire, Engleska)
    - Jiangjunosaurus (Xinjiang, zapadna Kina)

### Filogenija
Kenneth Carpenter pri Muzeju prirode i znanosti u Denveru objavio je preliminarno filegenetsko stablo stegosaura kada je 2001. napravio opis Hesperosaurusa. Tu se primitivni stegosaur Huayangosaurus koristi kao vanjska skupina. Stegosauridi se često definiraju kao svi stegosauri bliži rodu Stegosaurus nego Huayangosaurus. Pozicija Chungkingosaurusa je zbog nedostatka podataka nesigurna.
```
Stegosauria

├──
Huayangosaurus

└──
Stegosauridae

   └──┬─?
Chungkingosaurus

      └──┬──
Chialingosaurus

         └──┬──┬──
Wuerhosaurus

            │  └──┬──
Dacentrurus

            │     └──
Hesperosaurus

            └──┬──
Tuojiangosaurus
 
               └──┬──┬──
Kentrosaurus
            
                  │  └──
Lexovisaurus

                  └──┬──
Stegosaurus stenops

                     └──
S. ungulatus
 (=?
S. armatus
)
```

## Neopisane vrste
Do danas je neopisano nekoliko rodova pronađenih u Kini, uključujući i "Changdusaurusa" i "Yingshanosaurusa". Ti se rodovi do objave službenog opisa promatraju kao nomina nuda.

## Vanjske poveznice
- http://www.palaeos.com/Vertebrates/Units/320Ornithischia/320.200.html  Arhivirana inačica izvorne stranice od 15. srpnja 2007. (Wayback Machine)
- http://www.kheper.net/evolution/dinosauria/Stegosauria.htm  Arhivirana inačica izvorne stranice od 27. srpnja 2008. (Wayback Machine)